# Mieczysław Buczkowski
Mieczysław Antoni Buczkowski (ur. 13 kwietnia 1923 w Białymstoku, zm. 5 lutego 2025) – polski lekarz internista, uczestnik powstania warszawskiego. 

## Życiorys
Syn Mieczysława i Jadwigi z domu Rutkowskiej. Uczęszczał do szkoły w Kaliszu, a następnie do Gimnazjum i Liceum im. Księcia Józefa Poniatowskiego w Warszawie. W 1940 zdał tam maturę, po czym rozpoczął tajny program studiów medycznych w Prywatnej Szkole Zawodowej dla Pomocniczego Personelu Sanitarnego Doc. Jana Zaorskiego. Po ukończeniu Szkoły Zaorskiego pracował jako sanitariusz w Szpitalu Dzieciątka Jezus oraz w Szpitalu Ujazdowskim. Mieszkał przy ul. Mickiewicza 30 m. 58.
Do konspiracji został wprowadzony przez kolegę ze studiów Edwarda Chruścielewskiego. Po wybuchu powstania warszawskiego walczył na Żoliborzu, gdzie organizowano punkty medyczne w rejonie placu Wilsona. Następnie włączył się jako młodszy lekarz do pracy personelu medycznego szpitala polowego nr 100 przy ul. Krasińskiego 31 II Warszawskiego Obwodu AK. 24 sierpnia 1944 został ranny w głowę podczas ostrzału rakietowego szpitala przy placu Wilsona. We wrześniu zachorował na czerwonkę. Wyszedł z Warszawy z ludnością cywilną i trafił do obozu przejściowego w Pruszkowie. Dzięki podrobionemu zaświadczeniu został wywieziony stamtąd pod pozorem zachorowania na gruźlicę.
Po zakończeniu wojny dokończył studia medyczne i w 1947 uzyskał dyplom lekarza na Wydziale Lekarskim Uniwersytetu Warszawskiego. Podjął pracę na Oddziale Chorób Wewnętrznych Szpitala Ubezpieczalni Społecznej w Zabrzu pod kierunkiem Witolda Zahorskiego. W 1949 został powołany do służby wojskowej, podczas której ukończył specjalizację z chorób wewnętrznych oraz organizacji służby zdrowia. W tym czasie wykładał także na Akademii Medycznej w Łodzi. W 1957 zakończył służbę wojskową i powrócił do kliniki Zahorskiego w Zabrzu. W 1963 uzyskał stopień doktora. Od 1969 do czerwca 1991 był ordynatorem Oddziału Chorób Wewnętrznych Szpitala Miejskiego nr 1 w Gliwicach. Równolegle pracował jako pomocniczy pracownik nauki w Instytucie Medycyny Pracy w Zabrzu, a w latach 1967–1968 pełnił obowiązki dyrektora ds. lecznictwa Wojewódzkiej Poradni Wielospecjalistycznej. Był także biegłym przy Okręgowym Sądzie Ubezpieczeń Społecznych w Katowicach. Pełnił obowiązki dyrektora Naczelnego Szpitala Miejskiego nr 1 w Gliwicach oraz dyrektora tamtejszego ZOZ.  W 1991 przeszedł na emeryturę. Wykształcił 32 internistów. Jest autorem lub współautorem 22 prac naukowych.

## Odznaczenia
- Krzyż Armii Krajowej[1]
- Warszawski Krzyż Powstańczy[1]
- Medal za Warszawę 1939–1945[1]
- Krzyż Partyzancki[1]
- Odznaka Pamiątkowa Akcji „Burza”[1]
- Krzyż Oficerski Orderu Odrodzenia Polski „za wybitne zasługi w obronie suwerenności i niepodległości Państwa Polskiego, za pielęgnowanie pamięci o najnowszej historii Polski” (2022)[3]